# Träfracken
Träfrack är ett slanguttryck för likkista.
Träfracken är en svensk dramafilm från 1966 i regi av Lars-Magnus Lindgren.

## Om filmen
Filmen premiärvisades 27 juni 1966 på Folkets Bio i Kiruna. Den spelades in vid Movie Art of Europe-ateljéerna i Nacka med exteriörer från Turinge kyrka och Södertälje av Tony Forsberg. Som förlaga har man Jan Ekströms detektivroman Träfracken som utgavs 1963. Essy Persson och Lars Magnus Lindgren presenterade filmen vid filmfestivalen i Berlin 1966. Picko Troberg gör en liten statistroll och vid Essy Perssons nakenscener är Lena Allansdotter stand-in.

## Roller i urval
- Gunnar Björnstrand - doktor Rune Wester
- Elsa Prawitz - Maria Wester, hans fru
- Catrin Westerlund - fru Vivi Sander
- Ulla Sjöblom - Astrid Jonsson, hennes syster
- Heinz Hopf - kandidat Martin
- Margaretha Krook - syster Ann Wahlman
- Essy Persson - syster Berit
- Allan Edwall - Falk, begravningsentreprenör
- Björn Berglund - Jonsson, far till Vivi och Astrid
- Christina Lindgren - Madeleine, Westers dotter
- Åke Fridell - Bertil Durell, förste kriminalassistent
- Gösta Prüzelius - Melander, landsfiskal
- Peter Lindgren - Grevén, Falks medhjälpare
- Elsa Textorius - Alma Andersson
- Christina Carlwind - en sjuksköterska

## Filmmusik i urval
- Avsnitt ur Johannespassionen, kompositör Johann Sebastian Bach, musikarrangemang Ivan Renliden
- Orgelintroduktion, kompositör Johann Sebastian Bach, musikarrangemang Ivan Renliden